# Tour de France 2013/8. Etappe
Die 8. Etappe der Tour de France 2013 fand am 6. Juli 2013 statt. Sie führte von Castres über 195 km nach Ax-3 Domaines. Im Verlauf der Etappe gab es eine Bergwertung der Hors Catégorie, sowie eine der ersten und eine der vierten Kategorie sowie eine Sprintwertung. Damit zählte die achte Etappe als Hochgebirgsetappe. Es gingen 188 von ursprünglich 198 Fahrern an den Start.

## Rennverlauf
Die erste Hochgebirgsetappe der Tour de France 2013 begann um 11.47 Uhr. Zu Beginn setzten sich Jean-Marc Marino und Johnny Hoogerland vom Feld ab, ihnen folgten Rudy Molard und Christophe Riblon. Die beiden Fluchtgruppen vereinigten sich und bauten ihren Vorsprung auf das Feld vor der ersten Bergwertung bis auf über sieben Minuten aus. Die Bergwertung der vierten Kategorie am Côte de Saint-Ferreol sicherte sich Molard. Inzwischen war der Rückstand des Pelotons auf die Ausreißer auf etwa neun Minuten angewachsen, sie konnten ihn jedoch nicht auf diesem Niveau halten und das Feld machte wieder Boden gut. Dennoch konnten die Ausreißer den Zwischensprint unter sich ausmachen, es gewann Hoogerland vor Marino, Molard und Riblon. Sieger des Hauptfeldsprintes wurde André Greipel vor Peter Sagan und Mark Cavendish.
Unterdessen ging der Vorsprung der Rennspitze weiter zurück, etwa 45 Kilometer vor dem Ziel betrug der Vorsprung der vier Fahrer auf das Hauptfeld noch etwa 1:30 min. Am Beginn des Anstieges zum Col de Pailhères, dem diesjährigen höchsten Punkt der Tour, begann sowohl der Zerfall der Spitzengruppe als auch der des Hauptfeldes. Riblon setzte seinen Ausreißversuch allein fort, im Feld fielen zuerst die Sprinter wie Cavendish und Greipel zurück, auch Philippe Gilbert und Tony Martin mussten abreißen lassen. Aus dem Peloton lösten sich Robert Gesink und später Thomas Voeckler, die versuchten, an Riblon heranzukommen. Dieser lag weiter mit 45 Sekunden vor Gesink in Führung.
Der Kolumbianer Nairo Quintana attackierte 37 Kilometer vor dem Ziel, überholte Voeckler und Gesink und schließlich auch Riblon. Der Anstieg ließ weitere Fahrer aus dem Hauptfeld zurückfallen, darunter mit Daryl Impey den Träger des Gelben Trikots. Auch Tejay van Garderen konnte nicht mehr mithalten. Pierre Rolland hatte sich inzwischen abgesetzt und verfolgte Quintana, der etwa 40 Sekunden vor ihm lag. Quintana gewann die Bergwertung der höchsten Kategorie und gleichzeitig das Souvenir Henri Desgrange. Dahinter kamen Rolland und die übrigen Klassementfahrer, die noch nicht zurückgefallen waren.
Etwa zehn Kilometer vor dem Ziel schloss Rolland zu Quintana auf. Das Hauptfeld war endgültig zerfallen, den beiden Führenden folgte eine Gruppe um den Tourfavoriten Chris Froome, der noch Richie Porte an seiner Seite hatte. Ebenfalls mit in der Verfolgung waren Alejandro Valverde, Bauke Mollema, Laurens ten Dam, Alberto Contador und Roman Kreuziger. Abreißen lassen mussten unter anderem Michał Kwiatkowski, Daniel Martin, Andrew Talansky, Nicolas Roche und Haimar Zubeldia, später auch die beiden früheren Toursieger Andy Schleck und Cadel Evans. Quintana hatte Rolland inzwischen wieder abgehängt, der Franzose wurde bald von der Gruppe um Froome eingeholt. In der waren inzwischen nur noch Contador, Kreuziger, Porte und Valverde übriggeblieben.
Nachdem die fünf auch Quintana gestellt hatten, attackierte Froome und fuhr allein an der Spitze. Contador und sein Helfer Kreuziger fielen zurück, Porte lag an zweiter Position, dazwischen fuhren die Kapitäne Valverde und Mollema. Chris Froome gewann die Etappe schließlich mit rund einer Minute Vorsprung vor Porte, es folgten Valverde, Mollema und ten Dam. Damit übernahm Froome die Gesamt- und die Bergwertung, in letzterer war er punktgleich mit Rolland, lag aber auf Grund der besseren Zeit vorn. Quintana übernahm das Trikot des besten Nachwuchsfahrers und wurde außerdem als kämpferischster Fahrer der Etappe ausgezeichnet.

## Aufgaben
- Matteo Bono (142) – Aufgabe während der Etappe

## Bergwertungen
| Côte de Saint-Ferriol Kategorie 4 nach 26,5 km auf 374 m 2,2 km bei 5,4 % |            |                   |        |
| 1.                                                                        | Frankreich | Rudy Molard (COF) | 1 Pkt. |

| Col de Pailhères Kategorie HC nach 166 km auf 2001 m 15,3 km bei 8,0 % |                        |                          |         |
| 1.                                                                     | Kolumbien              | Nairo Quintana (MOV)     | 25 Pkt. |
| 2.                                                                     | Frankreich             | Pierre Rolland (EUC)     | 20 Pkt. |
| 3.                                                                     | Spanien                | Mikel Nieve (EUS)        | 16 Pkt. |
| 4.                                                                     | Vereinigtes Konigreich | Peter Kennaugh (SKY)     | 14 Pkt. |
| 5.                                                                     | Australien             | Richie Porte (SKY)       | 12 Pkt. |
| 6.                                                                     | Vereinigtes Konigreich | Chris Froome (SKY)       | 10 Pkt. |
| 7.                                                                     | Spanien                | Alejandro Valverde (MOV) | 8 Pkt.  |
| 8.                                                                     | Portugal               | Rui Costa (MOV)          | 6 Pkt.  |
| 9.                                                                     | Niederlande            | Laurens ten Dam (BEL)    | 4 Pkt.  |
| 10.                                                                    | Frankreich             | Tony Gallopin (RLT)      | 2 Pkt.  |

| Ax-3 Domaines Kategorie 1 nach 193,5 km auf 1350 m 7,8 km bei 8,2 % |                        |                          |         |
| 1.                                                                  | Vereinigtes Konigreich | Chris Froome (SKY)       | 20 Pkt. |
| 2.                                                                  | Australien             | Richie Porte (SKY)       | 16 Pkt. |
| 3.                                                                  | Spanien                | Alejandro Valverde (MOV) | 12 Pkt. |
| 4.                                                                  | Niederlande            | Bauke Mollema (BEL)      | 8 Pkt.  |
| 5.                                                                  | Niederlande            | Laurens ten Dam (BEL)    | 4 Pkt.  |
| 6.                                                                  | Spanien                | Mikel Nieve (EUS)        | 2 Pkt.  |

## Punktewertungen
| Zwischensprint in Quillan nach 119,5 km auf 290 m |                        |                           |         |
| 1.                                                | Niederlande            | Johnny Hoogerland (VCD)   | 20 Pkt. |
| 2.                                                | Frankreich             | Jean-Marc Marino (SOJ)    | 17 Pkt. |
| 3.                                                | Frankreich             | Rudy Molard (COF)         | 15 Pkt. |
| 4.                                                | Frankreich             | Christophe Riblon (ALM)   | 13 Pkt. |
| 5.                                                | Deutschland            | André Greipel (LTB)       | 11 Pkt. |
| 6.                                                | Slowakei               | Peter Sagan (CAN)         | 10 Pkt. |
| 7.                                                | Vereinigtes Konigreich | Mark Cavendish (OPQ)      | 9 Pkt.  |
| 8.                                                | Niederlande            | Danny van Poppel (VCD)    | 8 Pkt.  |
| 9.                                                | Spanien                | Juan Antonio Flecha (VCD) | 7 Pkt.  |
| 10.                                               | Frankreich             | Sylvain Chavanel (OPQ)    | 6 Pkt.  |
| 11.                                               | Belgien                | Thomas De Gendt (VCD)     | 5 Pkt.  |
| 12.                                               | Niederlande            | Lieuwe Westra (VCD)       | 4 Pkt.  |
| 13.                                               | Italien                | Fabio Sabatini (CAN)      | 3 Pkt.  |
| 14.                                               | Belgien                | Kris Boeckmans (VCD)      | 2 Pkt.  |
| 15.                                               | Polen                  | Maciej Bodnar (CAN)       | 1 Pkt.  |

| Zielsprint in Ax-3 Domaines nach 195 km auf 1375 m |                        |                              |         |
| 1.                                                 | Vereinigtes Konigreich | Chris Froome (SKY)           | 20 Pkt. |
| 2.                                                 | Australien             | Richie Porte (SKY)           | 17 Pkt. |
| 3.                                                 | Spanien                | Alejandro Valverde (MOV)     | 15 Pkt. |
| 4.                                                 | Niederlande            | Bauke Mollema (BEL)          | 13 Pkt. |
| 5.                                                 | Niederlande            | Laurens ten Dam (BEL)        | 11 Pkt. |
| 6.                                                 | Spanien                | Mikel Nieve (EUS)            | 10 Pkt. |
| 7.                                                 | Tschechien             | Roman Kreuziger (TCS)        | 9 Pkt.  |
| 8.                                                 | Spanien                | Alberto Contador (TCS)       | 8 Pkt.  |
| 9.                                                 | Kolumbien              | Nairo Quintana (MOV)         | 7 Pkt.  |
| 10.                                                | Spanien                | Igor Antón (EUS)             | 6 Pkt.  |
| 11.                                                | Spanien                | Joaquim Rodríguez (KAT)      | 5 Pkt.  |
| 12.                                                | Portugal               | Rui Costa (MOV)              | 4 Pkt.  |
| 13.                                                | Frankreich             | Jean-Christophe Péraud (ALM) | 3 Pkt.  |
| 14.                                                | Frankreich             | Romain Bardet (ALM)          | 2 Pkt.  |
| 15.                                                | Irland                 | Daniel Martin (GRS)          | 1 Pkt.  |